# I-56 (sous-marin, 1943)
Pour les articles homonymes, voir I-56 (sous-marin).
Le I-56 (イ-56) est un sous-marin japonais de type B Mod.2 (乙型改二（伊五十四型), Otsu-gata Kai-2) ayant servi durant la Seconde Guerre mondiale dans la Marine impériale japonaise.
Il a servi à la fin de la Seconde Guerre mondiale et a participé à la campagne des Philippines au moment de la bataille du golfe de Leyte. Il a ensuite servi comme porte-torpilles Kaiten pour les attaques suicides, notamment pendant la bataille d'Okinawa, avant d'être perdu en avril 1945.

## Construction
Construit par l'Arsenal naval de Yokosuka au Japon, le I-56 a été mis sur cale le 1er juillet 1942 sous le nom de Sous-marin No. 629. lLe 12 juin 1943, il est renommé I-56 et provisoirement rattaché au district naval de Kure. Il a été lancé le 30 juin 1943 et a été achevé et mis en service le 8 juin 1944 et assigné dans le 11e escadron de sous-marins, le Kaigun Shōsa  (capitaine) Morinaga Masahiko prenant son commandement.

## Description
Le I-56, pesant près de 2 174 tonnes en surface, était capable de plonger à 100 m, puis de se déplacer à une vitesse maximale de 6,5 nœuds, avec une autonomie de 105 milles nautiques à une vitesse réduite de 3 nœuds. En surface, sa portée était de 21 000 milles nautiques, développant une vitesse maximale de 17,7 nœuds. Il transportait un hydravion de reconnaissance biplace Yokosuka E14Y (connu des Alliés sous le nom de Glen), stocké dans un hangar hydrodynamique à la base de la tour de navigation (kiosque).

Son armement principal était constitué de 6 tubes lance-torpilles avant de 533 mm avec un total de 19 torpilles Type 95 à bord. Pour les combats de surface, il était équipé d'un canon de pont de 14 cm/40 Type 11, ainsi que de 2 canons de 25 mm Type 96. 

## Historique opérationnel
Lors de sa mise en service, le I-56 fut officiellement rattaché au district naval de Kure et affectée au 11e escadron de sous-marins de la 6e Flotte pour y subir des essais en mer. Une fois ces essais terminés, il fut réaffecté à la 15e division de sous-marins du 1er escadron de sous-marins de la 6e Flotte le 20 septembre 1944. Au début du mois d'octobre 1944, il commença sa conversion en porte-torpilles Kaiten pour les attaques suicides (Kamikaze), dans laquelle son canon de pont de 140 mm fut retiré pour faire de la place sur le pont arrière pour les équipements qui lui permettaient de transporter quatre Kaiten.

### Première patrouille de guerre
Le 12 octobre 1944 commence la bataille aérienne de Formose, au cours de laquelle les porte-avions de la Task Force 38 de l'United States Navy (marine américaine) lancent cinq jours de frappes aériennes contre les bases japonaises de Formose et du nord de Luçon dans les îles Philippines. La conversion du I-56 est interrompue ce jour-là et le navire commence à se préparer à être déployé pour sa première patrouille de guerre, opérant comme un sous-marin conventionnel.
Le 13 octobre 1944, le commandant en chef de la Flotte combinée, l'amiral Soemu Toyoda, a activé l'opération Shō-Gō 1 pour la défense des îles Philippines. Le 15 octobre, le I-54 a été affecté avec les sous-marins I-26, I-45, I-53 et I-54 au groupe de sous-marins A sous le commandement direct de la 6e Flotte. Il a quitté Kure ce jour-là avec l'ordre d'attaquer la Task Force 38, affectée à une zone de patrouille dans la mer des Philippines, à 240 milles nautiques (440 km) au sud-est de Formose.
Le 18 octobre 1944, le I-56 reçut l'ordre de patrouiller à l'est de Leyte aux Philippines, et devait arriver dans cette zone le 24 octobre. La bataille de Leyte commença par le débarquement américain sur Leyte le 20 octobre 1944, et la réaction navale japonaise à ce débarquement se traduisit par la bataille du golfe de Leyte du 23 au 26 octobre 1944.
Le deuxième jour de cette bataille, le 24 octobre 1944, le I-56 se trouvait dans la mer des Philippines, à l'est de Mindanao, lorsqu'il a tiré trois torpilles équipées d'explosifs magnétiques sur le Task Group 78.1 (groupe opérationnel 78.1) de l'US Navy à destination de la Nouvelle-Guinée. Son équipage a entendu trois explosions, et son commandant a cru que son sous-marin avait coulé trois transports, mais apparemment certaines de ses torpilles ont explosé prématurément. En fait, ses torpilles ont endommagé le Landing Ship Tank (navire de débarquement de chars) USS LST-695, qui a survécu et a ensuite atteint Guam remorqué par le navire de débarquement de chars USS LST-985. La frégate de patrouille USS Carson City a tenté une contre-attaque contre le I-56, mais sans succès.
Le 25 octobre 1944, le I-56 se trouvait dans la mer des Philippines, au nord-est de Mindanao, lorsqu'une escorte du Task Group 77.1 (groupe opérationnel 77.1) de la marine américaine (indicatif d'appel "Taffy 1") l'a détecté à 22h32. Le Task Group de porte-avions d'escorte a commencé un virage d'urgence de 90 degrés pour éviter le sous-marin. À 22h34, le I-56 a tiré cinq torpilles, et son équipage a entendu trois explosions 50 secondes plus tard. Bien que certaines sources attribuent au I-56 le torpillage du porte-avions d'escorte USS Santee, le Santee était au large de Samar et ne faisait pas partie du groupe opérationnel que le I-56 a attaqué. Peu après que les porte-avions aient commencé leur virage, deux torpilles ont touché le porte-avions d'escorte USS Petrof Bay. Le destroyer d'escorte USS Coolbaugh a contre-attaqué, provoquant plusieurs fuites à bord du I-56, qui a plongé à 460 pieds (140 m). Le Coolbaugh a prétendu avoir coulé un sous-marin à la position géographique de 9° 52′ N, 127° 30′ E, mais le I-56 a survécu, et quand il a refait surface plus tard, il a récupéré une charge anti-sous-marine Mark 9 non explosée sur son pont arrière. Il a déclaré par erreur avoir coulé un porte-avions. Arrivé à Kure le 4 novembre 1944, on lui attribue le naufrage d'un porte-avions, d'un destroyer et de trois transports au cours de sa patrouille, bien qu'en réalité son seul succès ait été d'endommager un navire de débarquement de chars.

### Première mission Kaiten
La conversion du I-56 pour transporter quatre Kaiten sur les aménagements de son pont arrière a repris à son retour à Kure. Il a commencé les exercices de lancement de Kaiten le 12 novembre 1944.
En décembre 1944, le I-56 fut affecté au groupe Kongo ("Steel") Kaiten avec les sous-marins I-36, I-47, I-48, I-53 et I-58 pour une attaque prévue à l'aube du 11 janvier 1945 sur cinq mouillages américains différents dans des endroits très éloignés les uns des autres ; la date de l'attaque fut ensuite reportée au 12 janvier 1945. Le 22 décembre 1944, à 13 heures, il s'est mis en route de la base de Kaiten à Otsujima en direction de son objectif, le mouillage allié du port de Seeadler à l'île Manus dans les îles de l'Amirauté en mer de Bismarck. En route, il a reçu le 6 janvier 1945 un rapport d'un avion de reconnaissance japonais signalant six croiseurs et 28 transports ancrés à Manus.
Le 10 novembre 1944, le ravitailleur de munitions USS Mount Hood avait explosé de manière catastrophique à Manus pour des raisons inconnues, et une des propagandistes japonaise Rose de Tokyo avait affirmé dans une émission de radio qu'un sous-marin de poche japonais l'avait coulé. En conséquence, les Alliés avaient intensifié leurs patrouilles anti-sous-marines autour de Manus, et le 10 janvier 1945, le I-56 commença à constater une augmentation des patrouilles lorsque les forces anti-sous-marines alliées l'aperçurent à 60 milles nautiques (110 km) à l'ouest de Manus alors qu'ils essayaient de déterminer sa position et le poursuivirent pendant une heure avant de rompre le contact.
Le 11 janvier 1945, le I-56 a fait surface à 50 milles nautiques (93 km) au nord de Seeadler Harbor à 23h00 pour charger ses batteries en préparation d'une attaque en surface pour lancer ses Kaiten pour l'attaque prévue le 12 janvier 1945. Alors qu'il se trouvait à 35 milles marins (65 km) au nord du port, son détecteur radar a détecté l'approche d'un avion allié, l'I-56 a plongé et peu après, son opérateur de sonar a entendu plusieurs navires qui le cherchaient, son commandant a décidé de reporter l'attaque et le I-56 s'est retiré au nord.
Le 12 janvier 1945, après la tombée de la nuit, la I-56 a fait surface à 60 milles marins (110 km) au nord du port de Seeadler Harbor et a commencé une nouvelle approche en surface. Alors qu'il était encore à 40 milles nautiques (74 km), son détecteur radar a détecté un avion allié, et cinq minutes plus tard, il a repéré un navire allié sur son radar et son opérateur radio a rapporté avoir entendu une transmission alliée en anglais ordonnant le lancement d'autres avions. Le 13 janvier 1945, à 2h30, un avion anti-sous-marin allié finit par l'attaquer et il doit plonger. Après que son opérateur radio a entendu le bruit des hélices de plusieurs navires devant lui, il abandonne à nouveau son attaque et se retire.
Dans la soirée du 13 janvier 1945, la 6e Flotte ordonna au I-56 de faire une dernière tentative de lancement de ses Kaiten, puis de retourner au Japon. Il commença une nouvelle approche sur Manus. Il se trouvait à 55 milles marins (102 km) à l'ouest de Manus à 03h10 le 14 janvier 1945 lorsqu'un avion anti-sous-marin allié l'attaqua, et il avorta de nouveau son attaque de Kaiten. Le 18 janvier 1945, il reçut l'ordre de rentrer au Japon avec ses quatre Kaiten à bord afin de pouvoir évaluer leur capacité à résister à de longs voyages en mer. Le 3 février 1945, il atteignit Otsujima, où il débarqua ses quatre Kaiten et leurs pilotes. Il poursuivit ensuite sa route vers Kure.

### Seconde mission Kaiten
Après son retour à Kure, le I-56 a subi un réaménagement au cours duquel son hangar à avions et sa catapulte ont été retirés de son pont avant et remplacés par des aménagements qui lui ont permis de transporter deux autres Kaiten, portant sa charge totale de Kaiten à six. Entre le 26 et le 29 mars 1945, les forces américaines ont débarqué dans les îles Kerama au sud-ouest d'Okinawa et ont capturé des bases avancées en préparation d'une invasion d'Okinawa elle-même. Le 31 mars 1945, le I-56 a été affecté à l'unité Tatara Kaiten, qui comprenait également les sous-marins I-44, I-47 et I-58, chacun transportant six Kaiten, et ce jour-là, il a pris la mer depuis Otsujima avec six Kaiten à son bord, à destination d'une zone d'opérations au nord-est d'Okinawa. Le 1er avril 1945, la bataille d'Okinawa a commencé avec le débarquement américain sur l'île.

### Perte
La plupart des historiens japonais attribuent au destroyer USS Hudson le naufrage du navire le 5 avril 1945, mais la plupart de leurs homologues occidentaux ont conclu que le Hudson avait coulé le sous-marin Ro-49. Certains historiens occidentaux attribuent au I-56 le naufrage du sous-marin américain USS Snook quelque temps après le 8 avril 1945, mais les sources japonaises ne le confirment pas.
Le 17 avril 1945, le cuirassé USS Missouri a détecté au radar un sous-marin à la surface à une distance de 12 milles nautiques (22 km) à 23h05, et un groupe Hunter-killer (groupe chasseurs-tueurs) composé du porte-avions léger USS Bataan et de plusieurs destroyers est parti à sa poursuite. Le destroyer USS Heermann a établi un contact radar avec le sous-marin, et le destroyer USS Uhlmann a ensuite lancé une attaque à l'aide de grenades anti-sous-marines. Le matin du 18 avril 1945, deux avions du Bataan et les destroyers USS Collett (DD-730), USS McCord (DD-534), et USS Mertz (DD-691), ont lancé une attaque coordonnée contre le sous-marin, et après plusieurs heures, il a été coulé à la position géographique de 26° 42′ N, 130° 38′ E. L'identité du sous-marin coulé le 18 avril 1945 reste un mystère, mais le I-56 est un candidat probable. 
Le 2 mai 1945, la marine impériale japonaise a déclaré que le I-56 était présumé perdu dans la région d'Okinawa avec la perte des 122 hommes à bord - 116 hommes d'équipage et six pilotes de Kaiten embarqués. Il a été rayé de la liste de la marine le 10 juin 1945.